# Ulica Nokturno
Ulica Nokturno imaginarno je mjesto iz serije romana o Harryju Potteru spisateljice J. K. Rowling. Ulica Nokturno prljava je i uska uličica u Londonu u koju bezjaci nemaju pristup puna trgovina s predmetima za crnu magiju, a u nju obično ne zalaze čestiti čarobnjaci. Najveća je i najozloglašenija trgovina Borgin i Burkes koja prodaje mračne i opasne predmete.
Unatoč njezinu ugledu, Hagrid je posjetio ulicu Nokturno u Harryju Potteru i Odaji tajni u potrazi za sredstvom protiv puževa koji jedu srž povrća i drugim predmetima koji su mu potrebni za skrb o egzotičnim i opasnim stvorenjima.
Harry je tijekom putovanja letiprahom u Zakutnu ulicu slučajno završio u Ulici Nokturno gdje je čuo razgovor Luciusa Malfoya, njegova sina i gospodina Borgina. Harryja je zaskočila jedna stara vještica koja je željela iskoristiti njegovu ranjivost i činjenicu da je izgubljen, ali ga je spasio Hagrid.

## Trgovine u Ulici Nokturno

### Borgin i Burkes
- Osnivači: G. Borgini Cataractus Burke
- Poznati zaposleni: Tom Marvolo Riddle (bivši)
- Prodaje: Mračne predmete kao što su igraće karte zamrljane krvlju, maske, ljudske kosti, šiljaste instrumente, Ruku s onog svijeta, ukletu ogrlicu od opala, itd.
- Otkupljuje: Predmete povezane s crnom magijom; različite otrove, vrijedne i povijesno važne predmete
- Adresa: Ulica Nokturno 13B, London
- Poznate mušterije: Meropa Gaunt, Hepzibah Smith, Lucius Malfoy i Draco Malfoy.

Borgin i Burkes trgovina je u Ulici Nokturno poznata po velikoj zbirci predmeta za crnu magiju, otrova i sličnih predmeta koji su na prodaju.
Borgin i Burkes prvi je put spomenut i viđen u Harryju Potteru i Odaji tajni kad ga posjete Lucius Malfoy i njegov sin Draco. Malfoy st. gospodinu Borginu dao je popis svih otrova koje želi prodati. Borgina i Burkesa u Harryju Potteru i Princu miješane krvi ponovno je posjetio Draco Malfoy i raspitivao se o ormaru za nestajanje
te je želio da predmet ostane u trgovini (moguće je da se radi ili o ormaru ili o ogrlici od opala).
Otkriveno je da je Meropa Riddle, dok je bila trudna s Tomom Riddleom (kasnije Lord Voldemort), otišla Borginu i Burkesu kako bi prodala medaljon, obiteljsko naslijeđe koji je pripadao Salazaru Slytherinu, zato što joj je očajnički trebalo novca. Gospodin Caractacus Burke, koji je znao pravu vrijednost medaljona, uspio ga je kupiti za samo 10 galeona koje je jadna žena spremno uzela. Također, Tom Riddle nakon odlaska iz Hogwartsa zaposlio se u Borginu i Burkesu. Riddle je bio zadužen za pronalaženje i kupnju antikviteta, vrijednog obiteljskog naslijeđa i mračnih predmeta; njegov mu je legendarni šarm pomagao u obavljanju tog zadatka. Dao je otkaz u vrijeme kad je jedna vještica pronađena mrtva, a dva su najvrjednija predmeta iz njezine skupocjene zbirke ukradena.

### Ostale neimenovane trgovine
U Harryju Potteru i Odaji tajni spomenute su trgovine u Ulici Nokturno koje prodaju smežurane glave, žive divovske crne pauke i otrovne svijeće. Ulicom prolazi stara vještica s pladnjem cijelih ljudskih noktiju. A Hagrid tvrdi da se negdje u ulici prodaje i sredstvo protiv puževa koji jedu srž povrća. 